# Ernest Kline
Ernest Paul Kline (* 20. Juni 1929 in Allentown, Pennsylvania; † 13. Mai 2009 in Hershey, Pennsylvania) war ein US-amerikanischer Politiker. Zwischen 1971 und 1979 war er Vizegouverneur des Bundesstaates Pennsylvania.

## Werdegang
Ernest Kline besuchte öffentliche Schulen einschließlich der Rostraver High School im Westmoreland County. Ein Studium an der Duquesne University brach er vorzeitig ab. Anschließend war er in einigen Städten Pennsylvanias als Nachrichtensprecher bei verschiedenen Sendern tätig. Gleichzeitig schlug er als Mitglied der Demokratischen Partei eine politische Laufbahn ein. Ab 1955 saß er im Gemeinderat von Beaver Falls. In seiner Heimat war er 1961 auch Schlichter für Unfallversicherungsfragen. Zwischen 1965 und 1971 gehörte er dem Senat von Pennsylvania an, wo er von 1967 bis 1970 die demokratische Fraktion leitete. In den Jahren 1972 und 2000 nahm er als Delegierter an den jeweiligen  Democratic National Conventions teil.
1970 wurde Kline an der Seite von Milton Shapp zum Vizegouverneur von Pennsylvania gewählt. Dieses Amt bekleidete er nach einer Wiederwahl zwischen 1971 und 1979. Dabei war er Stellvertreter des Gouverneurs und Vorsitzender des Staatssenats. Im Jahr 1978 scheiterte er in den Gouverneursvorwahlen seiner Partei. Er starb am 13. Mai 2009 im Hershey Medical Center.